# Бесплодные усилия любви
«Беспло́дные уси́лия любви́» (англ. Love's Labour's Lost, в некоторых переводах «Напрасный труд любви» и «Пустые хлопоты любви») — комедия Уильяма Шекспира, написанная в середине 1590-х годов.

## Действующие лица
- Фердинанд, король Наварры.
- Бирон
- Лонгвиль
- Дюмен
- Бойе
- Меркад
- Дон Адриано де-Армадо, чудак испанец.
- Отец Нафанаил, священник.
- Олоферн, школьный учитель.
- Тупица, констебль.
- Башка, шут.
- Мотылек, паж Армада.
- Лесничий.
- Французская принцесса.
- Розалина
- Мария
- Катерина
- Жакнета, деревенская девушка.
- Вельможи, слуги и т. п.

## Сюжет
Король Наварры и трое его приближенных дают обет три года посвятить науке, практически не есть, не спать и не видеть женщин. Король полагает, что умерщвление плоти приведет их к открытию новых горизонтов разума. Король оглашает указ, запрещающий женщинам под угрозой лишения языка приближаться к месту пребывания его двора, а также наказывающий любого за общение с женщиной.
Придворный Бирон критикует обет, считая его неестественным и невыполнимым. Бирон напоминает, что обет не продержится и дня, поскольку с дипломатической миссией к королю приезжает французская принцесса. Король признает, что вынужден нарушить клятву.
Принцесса прибывает и успешно проводит переговоры. Чтобы не нарушить указ короля, она разбивает лагерь в поле перед городом и не открывает лица, облачив себя и своих фрейлин в маски. Заодно принцесса находит, что её фрейлины давно влюблены в придворных короля.
Четверо юношей, прячась друг от друга, забрасывают приезжих дам любовными письмами и подарками. Спрятаться им не удается, все клятвопреступники застают друг друга на месте преступления.
Принцесса не верит юношам и приказывает фрейлинам обменяться полученными подарками, надеть чужие преподношения и встретиться в таком виде с ухажерами. Они действительно не узнают девушек, ошибочно опознавая их по надетым подаркам.
Принцесса разоблачает обман, юноши признают свою ошибку и делают девушкам предложение.
Однако к принцессе приходит весть о смерти её отца. Она прерывает свой визит, несмотря на желание короля удержать её и немедленно жениться.
Девушки обещают выйти замуж за молодых людей через год, если те не изменят своих чувств и будут вести себя образцово.

## Прототипы действующих лиц
Есть версия, что под именем Фердинанда выведен Генрих Наваррский, а сюжет обыгрывает приезд к нему супруги Маргариты Валуа в 1578.
Бирон — маршал Бирон, Лонгвиль — герцог де Лонгвиль, Дюмен — герцог де Майенн — реальные исторические фигуры.
Жену исторического Лонгвиля действительно звали Екатериной — Екатериной де Гонзага.
Но если Бирон и Лонгвиль были сторонниками Генриха, то Майенн — наоборот, Шекспир изобразил Майенна союзником Генриха ошибочно.

## Постановки
- 1839 — «Ковент-Гарден». Пост. Люсия Элизабет Вестрис по оригинальному тексту У. Шекспира.
- 1857 — «Сэдлерс-Уэллс». Пост. Сэмюэл Фелпс. Было дано только девять представлений.
- 1946/1947 — Королевский Шекспировский театр. Стратфорд-на Эйвон. Реж. П. Брук.
- 1949 — «Олд Вик». Реж. Хью Хант. В роли Бирона — Майкл Редгрейв.
- 1953 — City Center (Нью-Йорк)
- 1983 — Приморский краевой академический драматический театр имени Горького, режиссёр Е. Д. Табачников
- 1984 — Circle Repertory Company (Нью-Йорк). Реж. Тони Робертсон.
- 1990 — Королевский Шекспировский театр. Реж. Терри Хэндс.
- 8 апреля 2001 — Театр «Ильхом». Реж. Марк Вайль, худ. Василий Юрьев.
- 18 октября 2002 — Малый театр[2]. Реж. Виталий Иванов, худ. Александр Глазунов.
- 17 мая 2008 — Малый драматический театр. Реж. Л. А. Додин, худ. А. Д. Боровский-Бродский.
- 2008 — Королевский Шекспировский театр. Стратфорд-на Эйвон. Реж. Грегори Доран
- Октябрь 2011 — Волгоградский театр юного зрителя. Реж. А. А. Авходеев, худ. А. А. Авходеев, Л. Н. Терехова.
- Ноябрь 2018 — Дом актёра, Москва. Режиссёр — Андрей Щукин

## Экранизации
- 1965 — Бесплодные усилия любви / Love's Labour's Lost, Великобритания (ТВ), режиссёры Роджер Дженкинс[англ.], Вэл Мэй[англ.]
- 1967 — Бесплодные усилия любви / Liefdes loze les, Бельгия (ТВ), режиссёр Хус Хермус
- 1973 — Бесплодные усилия любви / Liebe leidet mit Lust (ТВ) ФРГ, Австрия, режиссёр Освальд Дёпке[нем.]
- 1975 — Бесплодные усилия любви /  Love's Labour's Lost, Великобритания (ТВ), режиссёр Бейзил Коулмэн Эпизод телесериала Пьеса Месяца
- 1982 — Бесплодные усилия любви / Peines d'amour perdues , Франция (ТВ), режиссёр Пьер Кавассилас (эпизод телесериала «Мы выходим сегодня вечером»Ъ
- 1985 — Бесплодные усилия любви /  Love's Labour's Lost, Великобритания (ТВ), режиссёр Элайджа Мошински BBC Television Shakespeare[англ.]
- 2000 — Тщетные усилия любви[англ.] / Love's Labour's Lost, Великобритания, режиссёр Кеннет Брана
- 2010 — Бесплодные усилия любви /  Love's Labour's Lost, Великобритания (ТВ) Версия театра Глобус Режиссёр Доминик Дромгул[англ.]
- 2015 — Бесплодные усилия любви /  Love's Labour's Lost, Великобритания, Королевская шекспировская компания, режиссёр Робин Лок. Действие происходит в 1914 году
- 2015 — Победные условия любви, Великобритания Королевская шекспировская компания, режиссёры Робин Люк, Кристофер Ласкомб. Действие происходит в 1918 году
- 2017 — Бесплодные усилия любви /  Love's Labour's Lost, Канада Стратфордский фестиваль, режиссёр Барри Аврич[англ.]
- 2017 — Бесплодные усилия любви /  Love's Labour's Lost, США, режиссёры Jake O'Hare, Jennifer Sturley
- 2020 — Бесплодные усилия любви /  Love's Labour's Lost, США, режиссёр Ник Макдоу

## Переводы на русский язык
- Перевод П. И. Вейнберга (1868)
- Перевод П. А. Каншина (1893)
- Перевод М. А. Кузмина (1937)
- Перевод К. И. Чуковского
- Перевод Ю. Б. Корнеева (1958)
- Перевод Г. М. Кружкова